# Sloanea chingiana
Sloanea chingiana là một loài thực vật có hoa trong họ Côm. Loài này được Hu miêu tả khoa học đầu tiên năm 1930.